# Marek Hilšer
Marek Hilšer (ur. 23 marca 1976 w Chomutovie) – czeski nauczyciel akademicki, lekarz i aktywista społeczny, kandydat w wyborach prezydenckich w 2018 i 2023, senator.

## Życiorys
W 1989 jego rodzina wyemigrowała do Hiszpanii, jednak w następnym roku powróciła do Czech. Marek Hilšer ukończył szkołę średnią, po czym studiował na wydziale nauk społecznych Uniwersytetu Karola w Pradze. W 1999 wyjechał do Stanów Zjednoczonych, gdzie pracował fizycznie w różnych zawodach. W 2004 powrócił do kraju, po czym studiował medycynę na Uniwersytecie Karola. W 2007 został nauczycielem akademickim na wydziale lekarskim tej uczelni.
W 2011 i 2012 uczestniczył w misjach medycznych w Kenii organizowanych przez Adwentystyczną Organizację Pomocy i Rozwoju. Inicjował różne protesty społeczne, m.in. w 2008 przeciwko rządowym planom przekształceń szpitali.
W 2017 zarejestrował swoją kandydaturę w wyborach prezydenckich przewidzianych na styczeń 2018. Umożliwiło mu to zebranie podpisów 11 członków Senatu należących do różnych ugrupowań. W pierwszej turze głosowania z 12 i 13 stycznia 2018 otrzymał 8,8% głosów, zajmując 5. miejsce wśród 9 kandydatów.
W tym samym roku wystartował również w wyborach do Senatu w jednym z praskich okręgów. Uzyskał mandat członka wyższej izby czeskiego parlamentu, wygrywając w drugiej turze głosowania. Zarejestrował swoją kandydaturę również w wyborach prezydenckich przewidzianych na styczeń 2023 (uzyskał podpisy kilkunastu członków izby wyższej parlamentu). W pierwszej turze głosowania z 13 i 14 stycznia 2023 zajął 6. miejsce wśród 8 kandydatów z wynikiem 2,6% głosów. W 2024 bez powodzenia ubiegał się o senacką reelekcję.